# 炸弹人杰克
《炸弹人杰克》是一款由特库摩公司于1986年制作和发行的游戏。游戏在FC游戏机发行，后在Wii、3DS和WiiU的Virtual Console及Nintendo Switch Online发行。
本游戏的主人公名为杰克，玩家需要通过金字塔中的16层，来打败恶魔Belzebut和救援王室家族Pamera。